# Holland Park (Metropolitano de Londres)
Holland Park é uma estação do Metrô de Londres, na Holland Park Avenue. É servida pela Central line, situada entre as estações Shepherd's Bush e Notting Hill Gate, na Zona 2 do Travelcard.

## História
O edifício original era típico daqueles projetados por Harry Bell Measures para as estações da Central London Railway, inauguradas em 30 de julho de 1900. Foi dado um telhado plano na esperança de que o desenvolvimento comercial ocorresse no topo, como na estação de Queensway, mas até agora isso não aconteceu. O prédio foi reformado na década de 1990.
Em 28 de julho de 1958, um passageiro morreu como resultado de um incêndio em um trem da Central line em Holland Park. Houve um incidente em agosto de 2013 em que a fumaça começou a encher a estação depois que os freios de um trem falharam.

## A estação hoje
A estação de metrô tem o nome de Holland Park, um parque no oeste de Londres, embora o termo também se refira à área residencial ao norte do parque.
A estação foi fechada para obras de substituição e reforma de elevadores de 2 de janeiro de 2016 até sua reabertura em agosto do mesmo ano. Esta estação foi a última das estações subterrâneas de nível profundo a manter a sinalização original da década de 1950 até a reforma.

## Conexões
As linhas dos ônibus de Londres 31, 94, 148, 228 e N207 servem a estação.

## Galeria

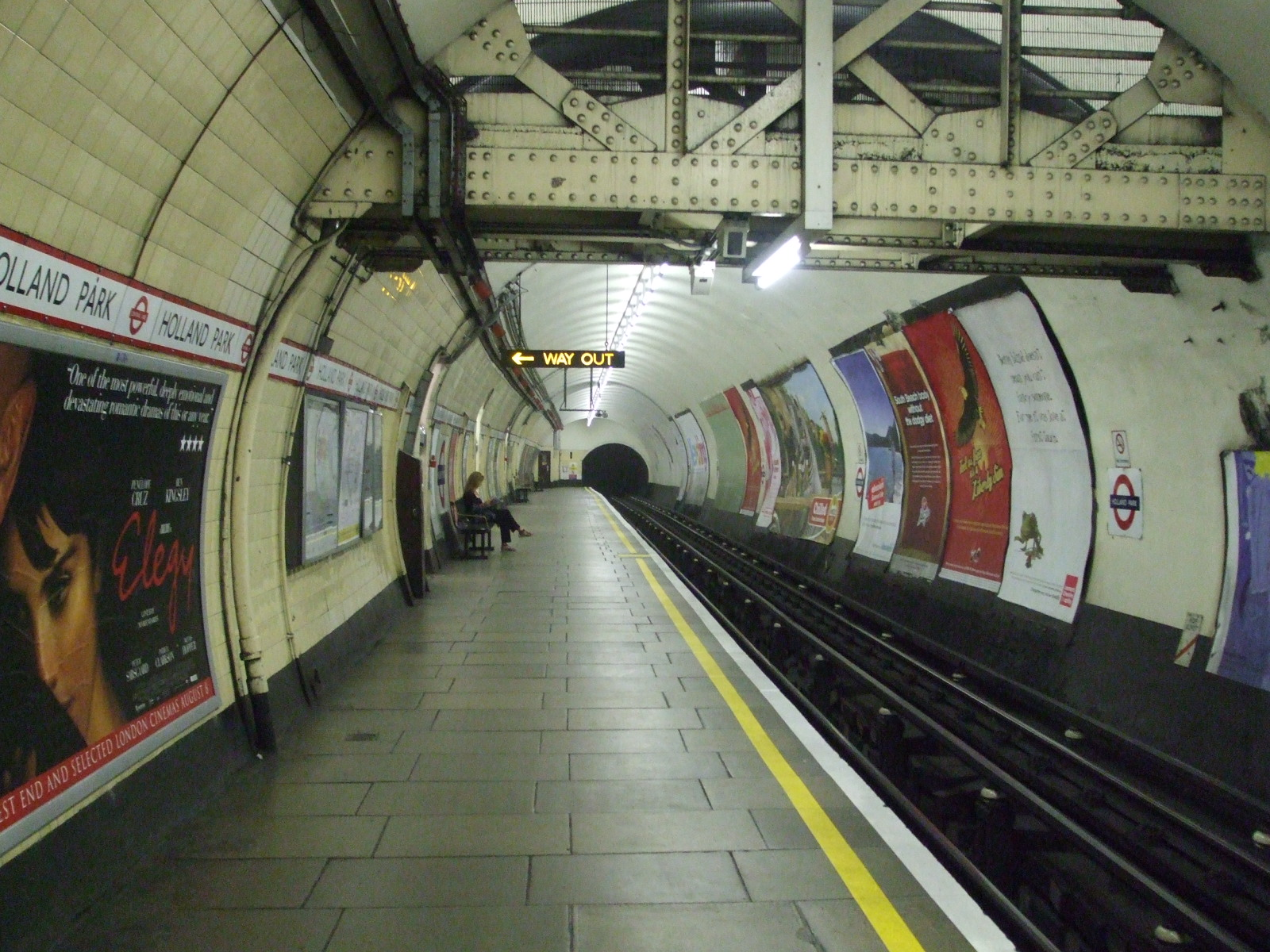
Plataforma leste olhando para o oeste
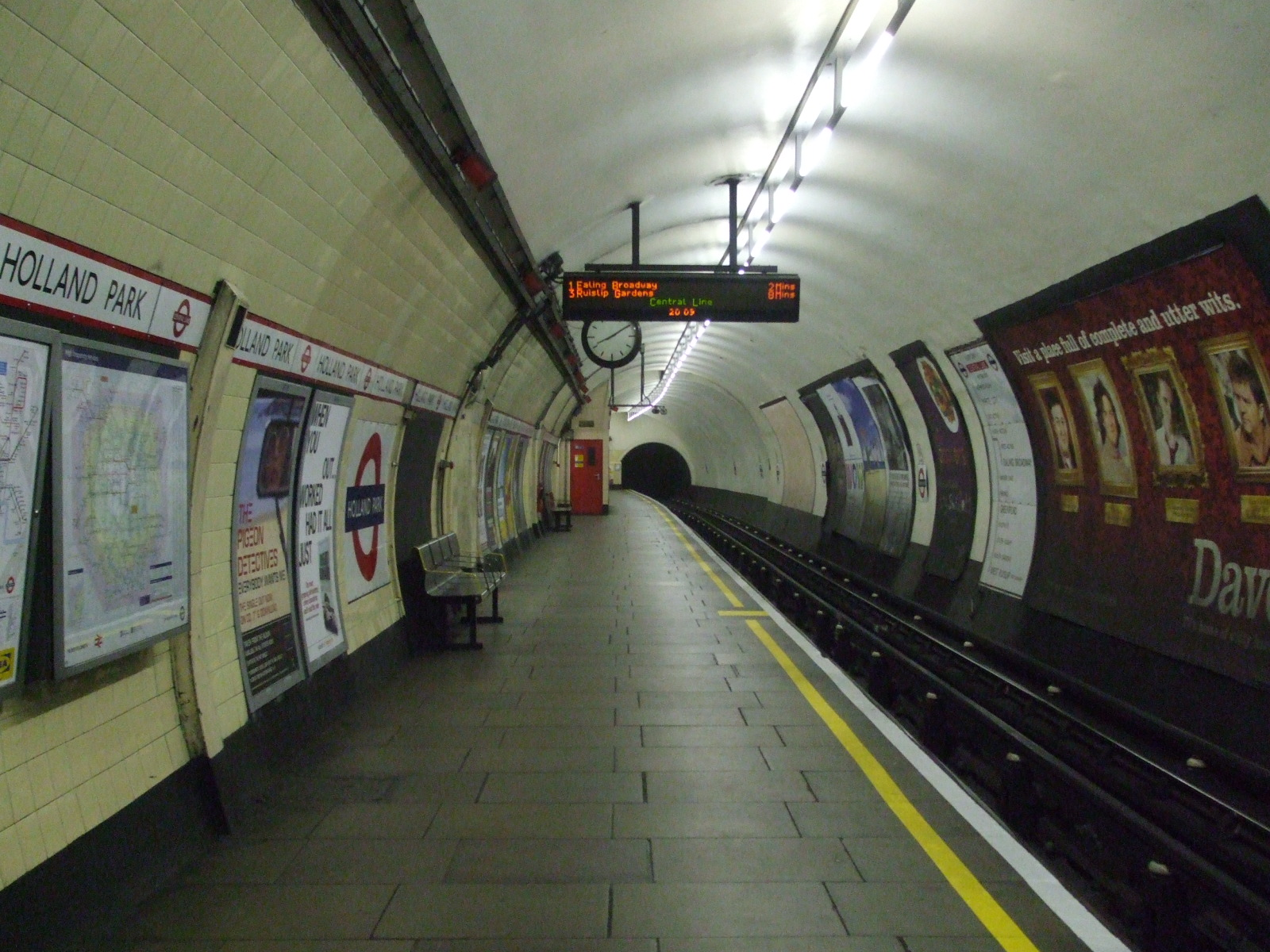
Plataforma oeste olhando para o leste
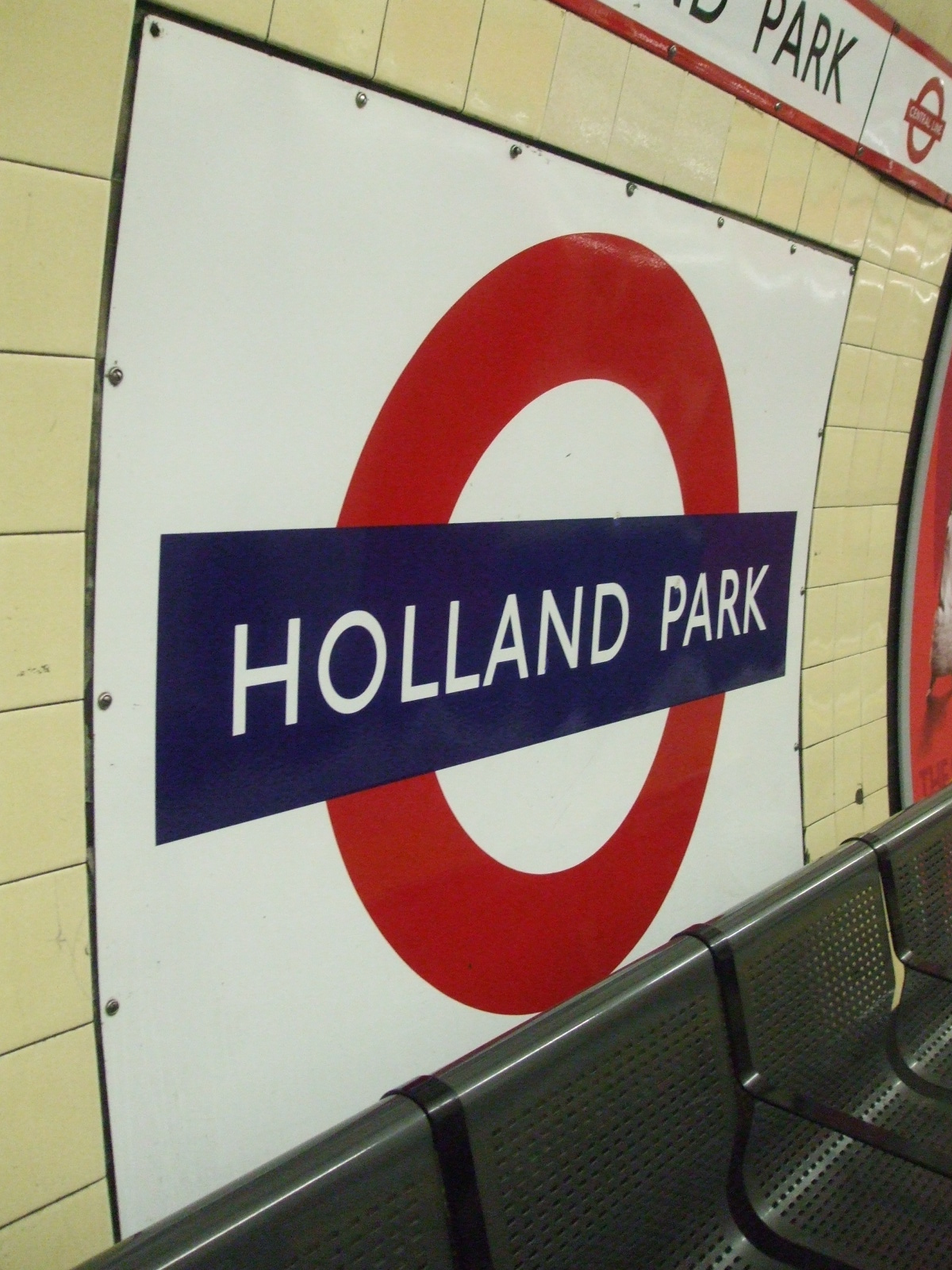
Roundel de plataforma